# تولون
تولون (بالفرنسية: Toulon)، هي مدينة تقع في إقليم فار ضمن منطقة بروفنس ألب كوت دازور جنوب شرق فرنسا، على ساحل الريفييرا الفرنسية وفي قلب إقليم بروفانس التاريخي. وتُعد تولون مقر محافظة إقليم فار.
يبلغ عدد سكان بلدية تولون 176,198 نسمة حسب إحصاء عام 2018، ما يجعلها ثالثة عشر أكبر مدينة في فرنسا من حيث عدد السكان. كما أنها مركز وحدة حضرية تضم 580,281 نسمة، ما يجعلها تاسع أكبر تجمّع حضري في فرنسا. وتُعد ثاني أكبر مدينة فرنسية على الساحل المتوسطي من حيث الامتداد العمراني بعد مارسيليا.
تُعتبر تولون مركزًا مهمًا لبناء السفن الحربية، وصيد الأسماك، وصناعة النبيذ، بالإضافة إلى عدد من الصناعات الأخرى مثل صناعة المعدات الجوية، والأسلحة، والخرائط، والورق، والتبغ، والطباعة، والأحذية، والمعدات الإلكترونية.

يُعد الميناء العسكري في تولون أبرز قاعدة بحرية لفرنسا على الساحل المتوسطي، حيث يتمركز فيه حاملة الطائرات الفرنسية شارل ديغول ومجموعة القتال التابعة لها، كما أنه المقر الرئيسي لأسطول البحر المتوسط الفرنسي. وقد شهدت المدينة حصارًا شهيرًا سنة 1793 خلال ثورات الفدراليين.

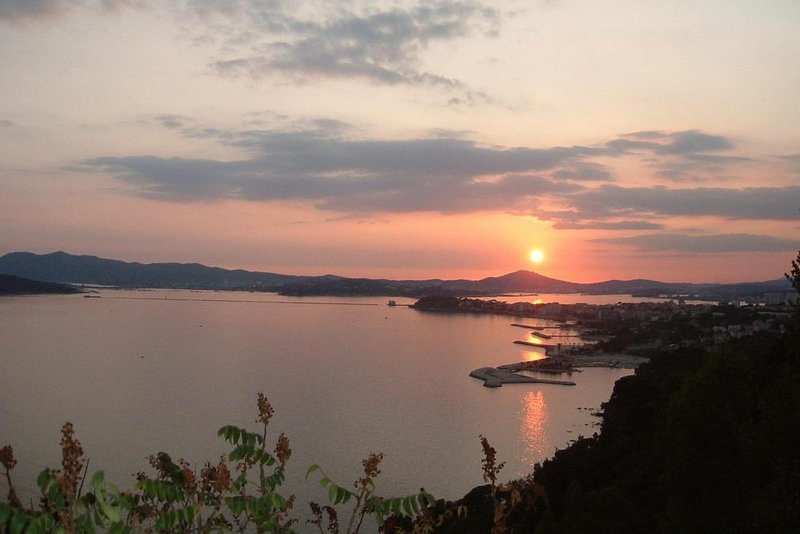
تولون

## التاريخ
تشير الاكتشافات الأثرية خاصة تلك الواقعة في كهف كوسكر بالقرب من مرسيليا إلى أن ساحل المحافظة كان مأهولاً منذ العصر الحجري الثاني ووصل إليها مستوطنون يونانيون قادمون من آسيا الصغرى (تركيا الآن) في القرن السابع قبل الميلاد، وأسسوا مراكز نشاط تجاري على طول الساحل، ومنها موقع يطلق عليه أولبيا، وتحولت ليجوريان إلى مركز نشاط بشري في القرن الرابع قبل الميلاد. غزاها الرومان وانتزعوها بالقوة وبدأوا في نشر مستوطناتهم على طول الساحل، وجرت حركة الاستيطان في المكان الذي يعرف اليوم باسم طولون، ولعل اسم طولون مقتبس من الكلمتين تيلو مارتيوس، وتعني تيلو اسم آلهة الينابيع ومارتيوس من آلهة الحرب. في العهد الروماني أصبحت مركزاً لصباغة الأقمشة باللون القرمزي من قواقع البحر والبلوط لإعداد ألبسة الرومان، وباتت طولون مأوى للسفن التجارية، وشيئاً فشيئاً شهد الاسم تغيراً من تيلو إلى ثولون وتولن إلى طولون.
في العام 1543 اكتشف الفرنسيون في القائد البحري العثماني الشهير بارباروس حليفاً ثميناً ضد أسطول روما المقدسة، وحط بارباروس رحاله وأسطوله في ميناء طولون على اعتبار أن ذلك جزء من التحالف بين الطرفين، وأجبر السكان على الرحيل واحتل العثمانيون منازلهم مؤقتاً لفصل الشتاء فقط، ولعبت طولون دوراً مهماً في الثورة الفرنسية وفي حروب نابليون وفي غزو الجزائر عام 1849.

## المدينة
المدينة الحديثة تقع تحتوي ساحة الحرية وبولوفار ستراسبوغ ومحطة السكة الحديدية التي شيدت في منتصف القرن التاسع عشر تحت رعاية لوي نابليون. بدأ المشروع بارون هوسمان محافظ فار في العام 1849، وشملت التحسينات الضاحية وتضمنت دار أوبرا طولون وساحة الحرية وفندق غراند وحدائق الكسندر ومستشفى شالوسيه وقصر العدل ومحطة القطارات.
من أبرز معالم المدينة ضاحية لو موريون وهي ضاحية صغيرة تقع إلى الشرق من طولون بالقرب من مدخل الميناء، وكانت فيما مضى قرية صيد وأصبحت لاحقاً موطناً للكثير من الضباط التابعين لبحرية الأسطول الفرنسي، وفي العام 1970 حولت المحافظ الكثير من الشواطئ إلى مواقع سياحية مهمة تستقطب الآلاف من السياح. يطل على مدينة طولون منتجع ماونت فارون الذي يبلغ ارتفاعه عن سطح البحر 584 متراً، ويمكن الوصول إليه على متن عربات معلقة تلفريك، ويستقل معظم السياح هذه العربات لتجنب الطرقات الملتوية والخطرة الواصلة إلى القمة الجبلية. يقع على قمة جبل فارون نصف تذكاري يخلد لعمليات نزول قوات الحلفاء إلى شواطئ طولون في العام 1944 وتحريرها للمدينة.

## معرض صور

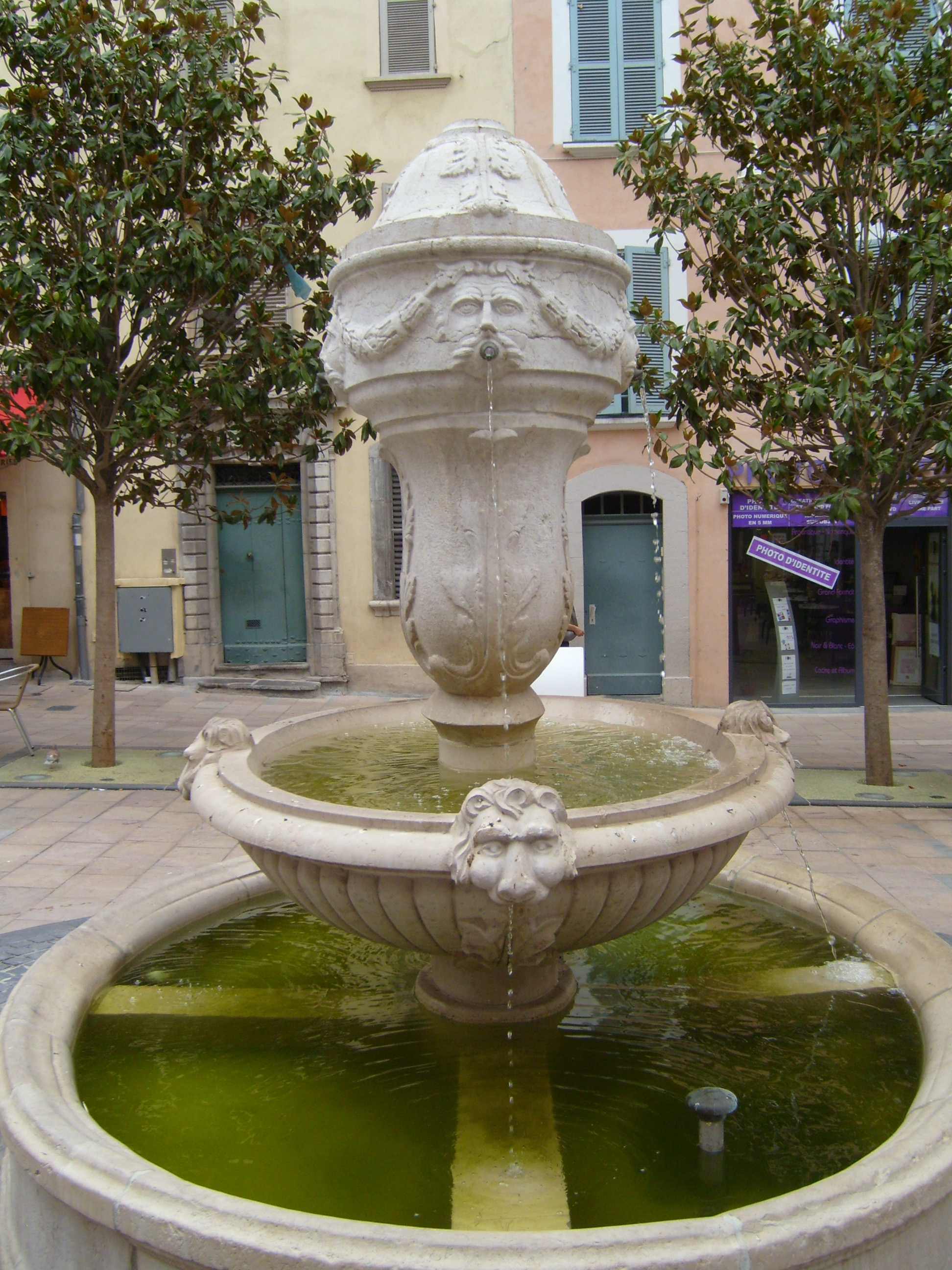
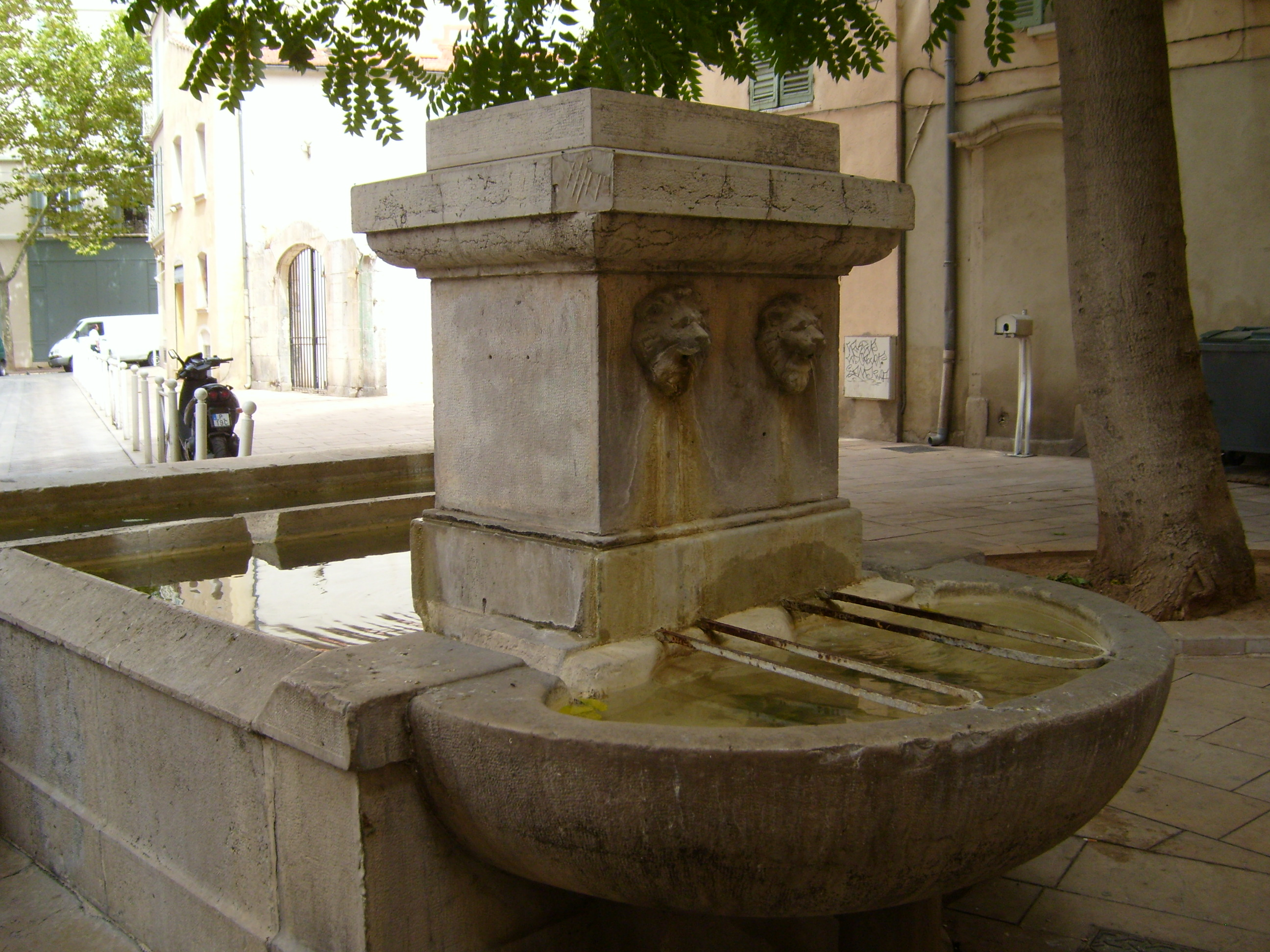
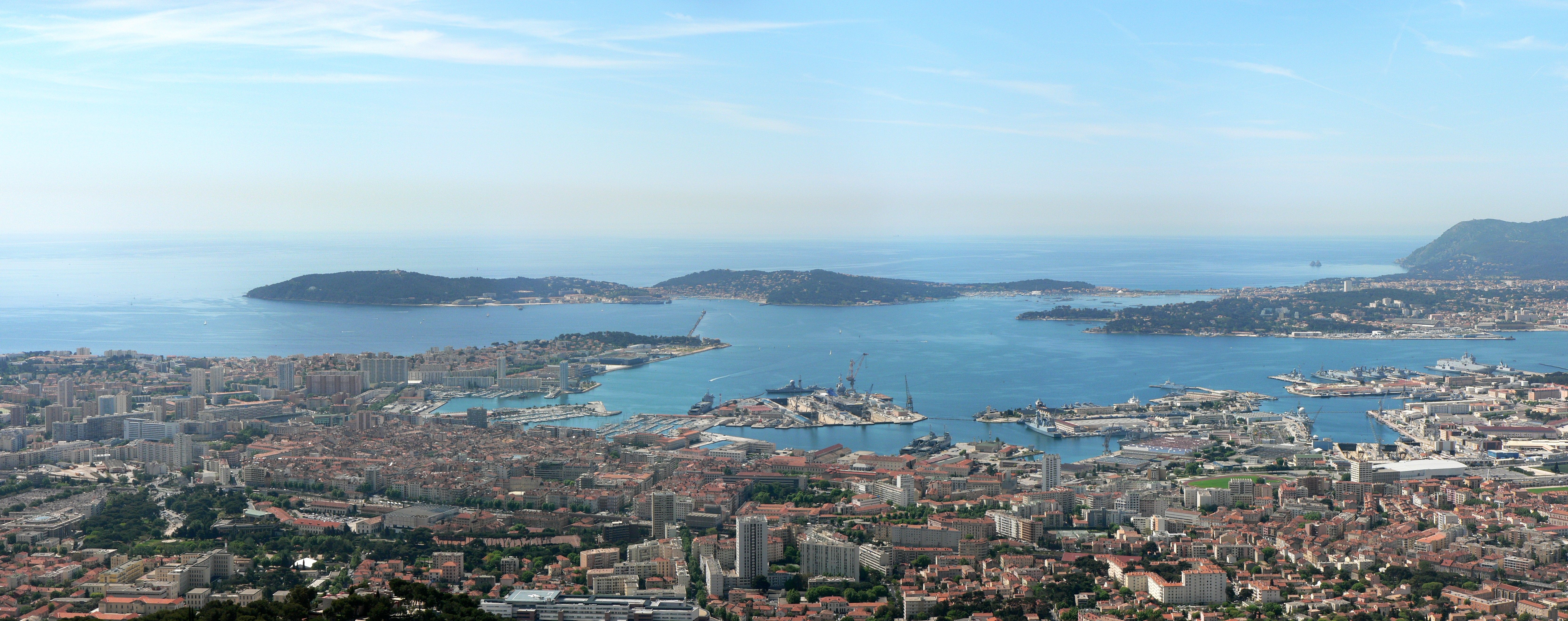
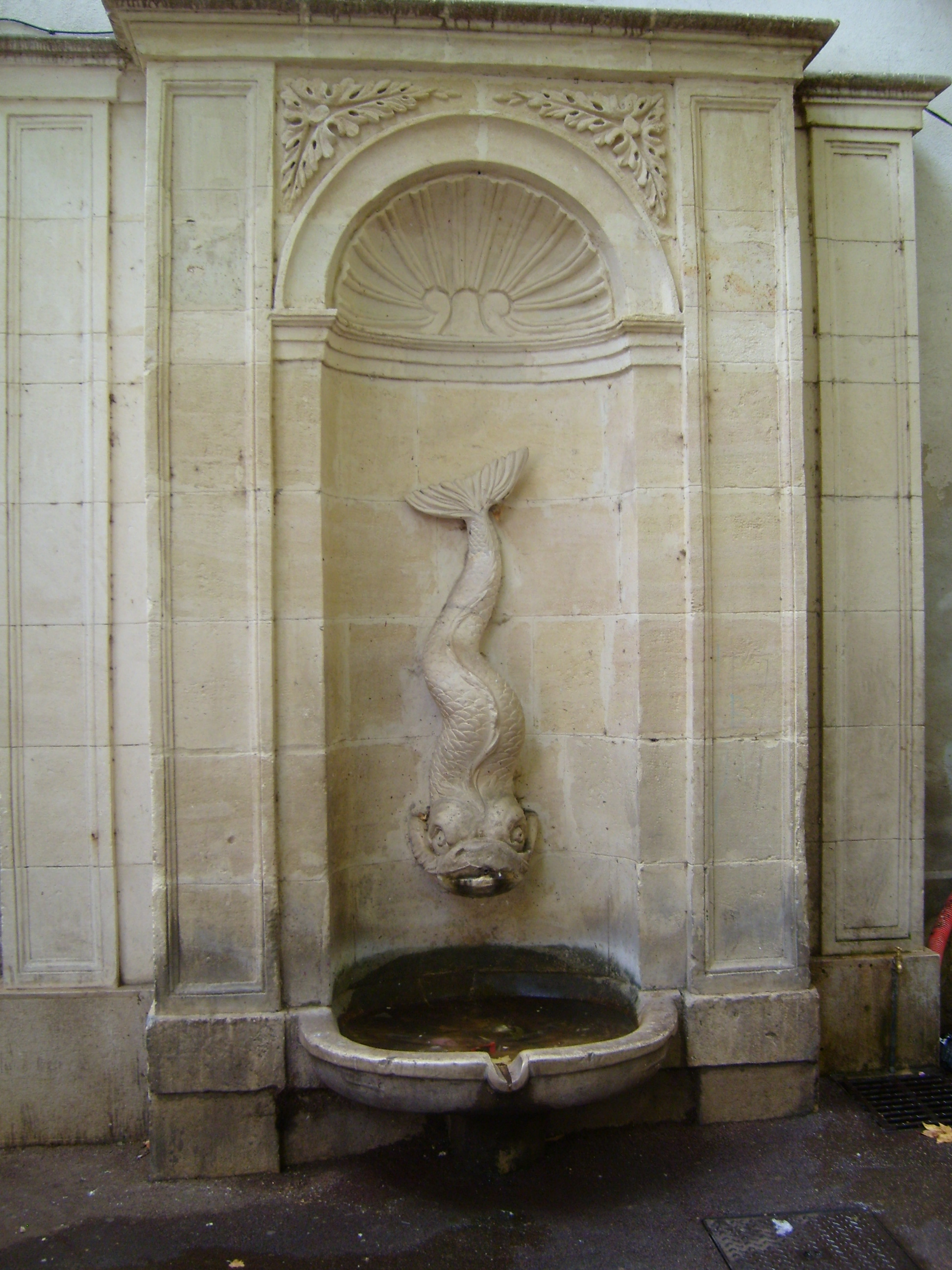
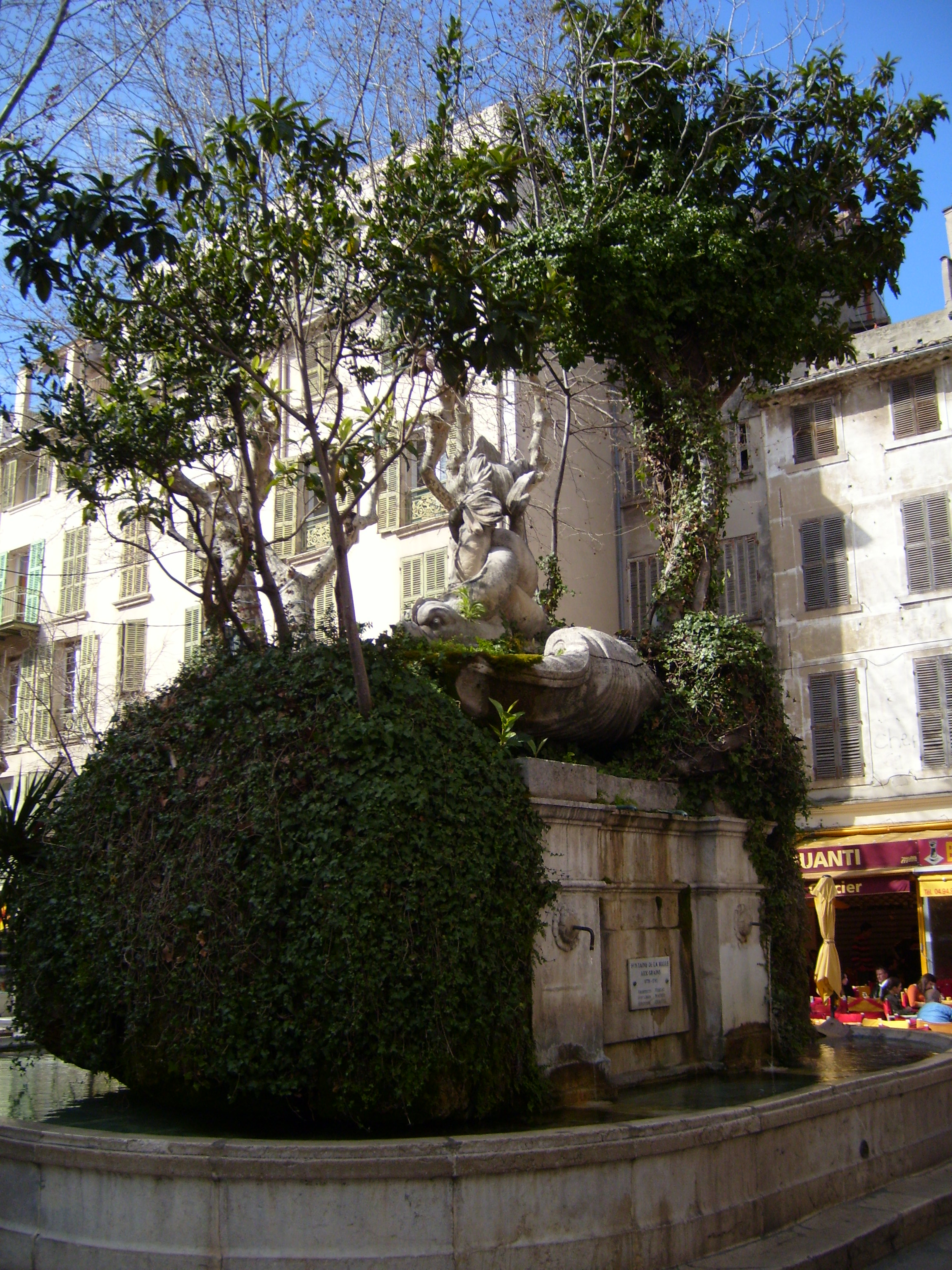

## اقرأ أيضا
- مسلة الأقصر